# Jimmy Carr (zapaśnik)

Zawodnik Kentucky Wildcats

James Emmett „Jimmy” Carr  (ur. 28 stycznia 1955 w Erie, zm. 15 sierpnia 2013 tamże) – amerykański zapaśnik walczący w stylu wolnym. Olimpijczyk z Monachium 1972, gdzie odpadł w eliminacjach w wadze do 52 kg.
Jego rodzice mieli 16 dzieci. Oprócz niego jeszcze czterech braci było zapaśnikami w All-American, a Nate Carr brał udział w turnieju zapaśniczym na Igrzyskach w Seulu 1988. Był najmłodszym zapaśnikiem w historii olimpijskiej reprezentacji USA.
Odpadł w eliminacjach mistrzostw świata w 1971. Trzeci w Pucharze Świata w 1973 roku.
Zawodnik Central Tech High School w Erie i University of Kentucky. All-American w NCAA Division I w 1977, gdzie zajął piąte miejsce.